# Saven
Saven är ett härad som lyder under prefekturen Tarbagatay i Xinjiang-regionen i nordvästra Kina.